# Cardiomya balboae
Cardiomya balboae är en musselart som först beskrevs av Dall 1916.  Cardiomya balboae ingår i släktet Cardiomya och familjen Cuspidariidae. Inga underarter finns listade i Catalogue of Life.